# Центральный банк Эсватини
Центральный банк Эсватини (свати Umntsholi Wemaswati, англ. Central bank of Eswatini) — центральный банк Королевства Эсватини.

## История
22 марта 1974 года основано Управление денежного обращения Свазиленда (Monetary Authority of Swaziland), начавшее операции 1 апреля того же года. 6 сентября 1974 года Управление начало выпуск национальной валюты.
18 июля 1979 года Управление денежного обращения реорганизовано в Центральный банк Свазиленда.
В 2018 году, после изменения названия страны, название банка на английском языке изменено на Central bank of Eswatini (Центральный банк Эсватини), название на языке свати не изменилось.

## Функции банка
По данным сайта банка, миссией банка является содействие финансовой стабильности и укрепление стабильной и надёжной финансовой системы.. Одной из основных функций банка является управление валютной позицией в Свазиленде и сохранение валютных резервов в стране. Банк проводит еженедельные аукционы по продаже казначейских векселей через «первичных дилеров», более мелких банков.